# Авиамоторный проезд
Авиамото́рный прое́зд (до 24 сентября 2013 года — проекти́руемый прое́зд № 137) — проезд в Юго-Восточном административном округе города Москвы на территории района Лефортово.

## История
Проезд получил современное название 24 сентября 2013 года, до переименования назывался проекти́руемый прое́зд № 137.

## Расположение
Авиамоторный проезд, являясь продолжением 2-го Кабельного проезда, проходит от шоссе Энтузиастов на северо-запад до Красноказарменной улицы. По Авиамоторному проезду не числится домовладений.

## Транспорт

### Автобус
- т24: от шоссе Энтузиастов до Красноказарменной улицы.
- 730: от шоссе Энтузиастов до Красноказарменной улицы и обратно.

### Трамвай
- 37: от шоссе Энтузиастов до Красноказарменной улицы и обратно.
- 46: от шоссе Энтузиастов до Красноказарменной улицы и обратно; в проезде находится остановочный пункт данного маршрута.
- 50: от шоссе Энтузиастов до Красноказарменной улицы и обратно.

### Метро
- Станция метро «Авиамоторная» Калининской линии — восточнее проезда, на пересечении Авиамоторной улицы и шоссе Энтузиастов.
- Станция «Авиамоторная» Большой кольцевой линии — восточнее проезда, на пересечении проезда Энтузиастов и шоссе Энтузиастов.

### Железнодорожный транспорт
- Платформа Авиамоторная Рязанского направления Московской железной дороги — юго-восточнее проезда, между Авиамоторной улицей, улицей Пруд-Ключики, 1-й улицей Энтузиастов и шоссе Энтузиастов.